# Platons grottliknelse

Illustration av Platons grottliknelse.

Platons grottliknelse (Staten, Bok 7, 514a–521b) är en liknelse i Platons dialog Staten. En grupp människor sitter fastkedjade i en grotta, med ansiktena vända mot grottans inre. Bakom dem finns en mur, och bakom muren brinner en eld. Mellan muren och elden går människor, som håller upp föremål ovanför muren, som i en dockteater. Elden kastar skuggor på grottväggarna, och dessa skuggor är de enda föremål fångarna i grottan kan se, och de ägnar sig åt att diskutera skuggornas utseende.
Om någon av fångarna nu skulle kunna lösgöra sig från sina bojor, och passera förbi muren och elden och genom grottöppningen ut i den verkliga världen, skulle han omedelbart bländas av solen, som han aldrig hade sett förr. Men när hans ögon vant sig vid ljuset, skulle han kunna se de verkliga föremålen, vars skuggor han tidigare sett, och han skulle förstå att hans liv hittills varit ett sken. Skulle han dock av någon anledning välja att vända tillbaka in i grottan, skulle han ha mycket svårt att övertyga fångarna i grottan om vad han sett, och därtill skulle hans ögon, nu ovana vid mörkret, ha svårt att peka ut skuggorna på väggarna, och han skulle göra sig till åtlöje.
Grottliknelsens syfte är att illustrera Platons teori om idéer: att alla existerande föremål och egenskaper av ett visst slag har del i en gemensam idé (så har till exempel alla hästar del i ”Hästens idé”, medan alla röda saker har del i ”Rödhetens idé”). Platon skiljer tydligt på sinnevärlden, där de föremål vi kan observera med sinnena finns, och idévärlden (eller formvärlden) där idéerna finns. Föremålen i sinnevärlden är endast ofullständiga avbildningar av de verkligt existerande tingen, idéerna, på samma sätt som en cirkel ritad för hand alltid måste vara en ofullständig avbildning av den matematiskt definierade cirkeln. Kunskap om idéerna får man genom att nå kunskap om det Godas idé, som är den högsta av alla idéer.
Fångarna i grottan är således vi vanliga människor, fångna i vår sinnevärld. De skuggor som föremålen kastar är blott ofullständiga avbildningar av de verkliga föremålen, på samma sätt som de föremål vi kan se bara är ofullständiga avbildningar av de verkliga idéerna. Processen att ta sig upp och ut genom grottan ska motsvara den process vi måste gå igenom för att få kunskap om det Godas idé, medan den verkliga världen, utanför grottan, är idévärlden. Föremålen däri är idéerna, och solen som belyser idéerna är det Godas idé. Människan som tar sig ut ur grottan är filosofen, och svårigheterna han möter i att övertyga sina medfångar i grottan motsvarar de svårigheter filosofen möter i att övertyga vanliga människor, som saknar kunskap om idéerna, om att formläran är korrekt. Och på samma sätt som den som har återvänt ner i grottan har svårt att peka ut skuggorna på väggarna och gör sig till åtlöje, får filosofen höra att han har huvudet "uppe i det blå" och inte bryr sig om eller förstår sig på världsliga saker.